# Pierre Cosso
Pierre-Alexandre Cosso (* 24. September 1961 in Algier, damals Frankreich) ist ein französischer Schauspieler.

## Leben
Pierre-Alexandre Cosso wurde einem breiten Publikum in La Boum 2 – Die Fete geht weiter (1982) durch seine Rolle als Philippe Berthier an der Seite von Sophie Marceau sowie in Cinderella ’80 an der Seite von Bonnie Bianco bekannt.
Nach der Ausstrahlung von Cinderella ’80 im westdeutschen Fernsehen gelangten  sowohl der Soundtrack als auch die Single Stay, im Duett mit Bianco, im Frühjahr 1987 innerhalb kürzester Zeit an die Spitze der deutschen Charts und hielten sich dort mehrere Wochen.
Pierre Cosso ist verheiratet und lebt gemeinsam mit seiner Frau Rautea und den beiden Söhnen Lino (der aus einer früheren Beziehung stammt) und Noa in Polynesien. Er ist Skipper und bietet Touren auf seinem Katamaran an.

## Filmografie (Auswahl)
- 1982: La Boum 2 – Die Fete geht weiter (La Boum 2)
- 1984: Cinderella ’80 (Cenerentola ’80)
- 1984: Windsurf-2 il vento fra le mani
- 1986: Mino – Ein Junge zwischen den Fronten (Mino) Weihnachtsserie
- 1986: Rosa la Rose
- 1990: My Wonderful Life
- 1994: Schrei nach Hilfe (Michele alla guerra)
- 1996: St. Tropez (Sous le Soleil) (Fernsehserie)
- 1997: American Werewolf in Paris
- 1998: Tristan und Isolde – Eine Liebe für die Ewigkeit (Il Cuore e la Spada)
- 2008: Anna e i cinque (Fernsehserie)

## Diskografie (Singles)
- 1984: Windsurf (Il vento nelle mani)
- 1984: Stay (mit Bonnie Bianco) (nur Italien, in Deutschland erst 1987)
- 1986: Vis ta vie / J’aurais voulu
- 1986: Face Your Life
- 1987: Gotta Give Up
- 1987: Emmene-moi
- 1988: Pioche
- 1989: Don't Cry (mit Nikka Costa)
- 1990: Kathie’s Lies
- 1992: Stay (The 1993 Remix)